# Acehúche
Acehúche è un comune spagnolo di 911 abitanti situato nella comunità autonoma dell'Estremadura.